# Dorothy Harrison
Dorothy Elizabeth Harrison (Reino Unido 16 de mayo de 1950) es una nadadora retirada especializada en pruebas de estilo braza. Fue medalla de bronce en los 200 metros braza durante el Campeonato Europeo de Natación de 1970.
Representó a Reino Unido en los Juegos Olímpicos de México 1968 y Múnich 1972.

## Palmarés internacional
| Campeonato Europeo de Natación | Campeonato Europeo de Natación | Campeonato Europeo de Natación | Campeonato Europeo de Natación |
| Año                            | Lugar                          | Medalla                        | Prueba                         |
| ------------------------------ | ------------------------------ | ------------------------------ | ------------------------------ |
| 1970                           | Barcelona ( España)            | Medalla de bronce              | 200 m braza                    |